# 1948 ve filmu

## Události
- Poprvé byla udělena cena pro cizojazyčný film a to ve speciální kategorii
- První ročník Filmového festivalu pracujících

## Nejvýdělečnější filmy roku
| Pořadí | Název           | Země | Tržba (v dolarech) |
| ------ | --------------- | ---- | ------------------ |
| 1.     | Easter Parade   | USA  | 6 800 000          |
| 2.     | The Pirate      | USA  | 2 960 000          |
| 3.     | Arch of Triumph | USA  | 1 400 000          |

## Ocenění

### Oscar
Nejlepší film: Hamlet
Nejlepší režie: John Huston – The Treasure of the Sierra Madre
Nejlepší mužský herecký výkon: Laurence Olivier – Hamlet
Nejlepší mužský herecký výkon ve vedlejší roli: Walter Huston – The Treasure of the Sierra Madre

### Zlatý Glóbus
Drama
Nejlepší film: Poklad na Sierra Madre (The Treasure of the Sierra Madre)
Nejlepší herec: John Huston – The Treasure of the Sierra Madre
Nejlepší herečka: Jane Wyman – Johnny Belinda
Muzikál nebo komedie
Nejlepší film: Johnny Belinda
Jiné
Nejlepší režie: John Huston – Poklad na Sierra Madre (The Treasure of the Sierra Madre)

## Narozeniny
- 14. ledna – Carl Weathers, americký herec a dřívější hráč amerického fotbalu
- 16. ledna – John Carpenter, americký filmový režisér, producent, scenárista a hudební skladatel
- 5. února – Barbara Hershey, americká herečka
- 7. února – Jana Preissová, česká herečka
- 16. února – Jaromír Hanzlík, český herec
- 17. února – György Cserhalmi, maďarský herec
- 9. března – Jiří Adamec, český televizní režisér
- 14. března – Billy Crystal, americký herec, spisovatel, producent, komik a filmový režisér
- 22. března – Andrew Lloyd Webber, britský hudební skladatel
- 13. května – Viktor Polesný, český režisér a scenárista
- 28. června – Kathy Bates, americká herečka
- 10. července – Natalja Sedychová, sovětská a ruská baletka a divadelní a filmová herečka
- 27. července – Petr Pospíchal, český herec
- 30. července – Jean Reno, francouzský herec
- 17. srpna – Jan Malíř, český kameraman
- 26. srpna – Magda Vášáryová, slovenská politička a herečka
- 5. září – Pavel Nový, český herec
- 7. září – Marta Vančurová, česká herečka
- 19. září – Jeremy Irons, britský herec
- 26. září – Olivia Newton-Johnová, britsko-australská zpěvačka a herečka († 8. srpna 2022)
- 2. října
  - Petr Štěpánek, český herec
  - Olga Blechová, česká zpěvačka a herečka
- 8. října – Claude Jade, francouzská filmová herečka († 1. prosinec 2006)
- 20. listopadu – Jaroslav Čvančara, český bendžista, historik a publicista
- 28. listopadu – Agnieszka Hollandová, polská filmová režisérka a scenáristka
- 19. prosince – Zuzana Kocúriková, slovenská herečka
- 21. prosince – Samuel L. Jackson, americký herec
- 27. prosince – Gérard Depardieu, francouzský herec
- 31. prosince – Pavel Soukup, český dabér a herec

## Úmrtí
- 11. února – Sergej Michajlovič Ejzenštejn, ruský režisér
- 4. března – Antonin Artaud, francouzský básník a divadelník, herec, scenárista, režisér
- 23. července – D. W. Griffith, americký režisér

## Filmové debuty
- Audrey Hepburnová